# Zingiber zhuxiense
Zingiber zhuxiense là một loài thực vật có hoa trong họ Gừng. Loài này được Hu Guo Xiong (胡国雄, Hồ Quốc Hùng) và Huang Sheng (黄升, Hoàng Thăng) miêu tả khoa học đầu tiên năm 2015. Tên gọi trong tiếng Trung là 竹溪姜 (Trúc Khê khương), nghĩa là gừng Trúc Khê.

## Mẫu định danh
Mẫu định danh: Z.E.Zhao, R.Liu & S.Huang Dongsheng 1348; cây trồng tại vườn ươm cây của Công ty TNHH Phát triển Thực vật Đông Thăng Ân Thi (恩施冬升植物开发有限公司) ở châu tự trị Ân Thi, nguyên được thu thập ngày 23 tháng 6 năm 2009, giữa các cây bụi gần con suối khô theo mùa, cao độ 1.140 m, Xiaodongwan (Tiểu động loan?, 小洞湾?), thôn Dụ Phong (裕丰村, Yufeng cun, tọa độ khoảng 31°39′35″B 109°54′32″Đ / 31,65972°B 109,90889°Đ), hương Hướng Bá (向坝乡, Xiangba xiang), huyện Trúc Khê (竹溪县, Zhuxi xian), địa cấp thị Thập Yển, tỉnh Hồ Bắc. Mẫu holotype lưu giữ tại Viện Thực vật Vũ Hán (HIB), các isotype lưu giữ tại HIB và Viện Thực vật Côn Minh (KUN). Mẫu paratype Z.E.Zhao, R.Liu & S.Huang Dongsheng 1807; cây trồng tại vườn ươm cây Đông Thăng, thu thập ngày 29 tháng 6 năm 2010, nguyên được thu thập ở cao độ 500 m, tại Thất Lý Bình (七里坪, Qiliping), huyện Hạc Phong, châu Ân Thi năm 2009. Cũng được lưu giữ tại HIB và KUN.
Lưu ý tọa độ 31°23′49″B 109°32′20″Đ / 31,39694°B 109,53889°Đ mà bài báo cung cấp là không chính xác, do điểm này nằm gần thôn Cao Dương, trấn Phượng Hoàng, huyện Vu Khê, TP. Trùng Khánh, cách thôn Dụ Phong khoảng 45 km theo đường chim bay về phía tây nam.

## Từ nguyên
Tính từ định danh zhuxiense (giống đực / giống cái: zhuxiensis) là Latinh hóa địa danh huyện Trúc Khê, nơi thu thập mẫu định danh của loài này.

## Phân bố
Loài này đặc hữu tỉnh Hồ Bắc, Trung Quốc. Mọc giữa các cây bụi gần các suối khô theo mùa, ở cao độ 1.140 m. Gắn liền với các loài như Euptelea pleiosperma, Pterocarya hupehensis, Sinowilsonia henryi, Fraxinus chinensis, Acer henryi, Acer amplum, Aconitum scaposum, Lonicera fragrantissima subsp. standishii.

## Phân loại
Z. zhuxiense rất giống với Z. atrorubens, loài thuộc tổ Cryptanthium.

## Mô tả
Cây thảo lâu năm. Thân rễ màu ánh vàng, hơi thơm, rễ dạng sợi. Chồi lá cao 50–60 cm, đường kính ~1,3 cm tại gốc. Bẹ không phiến lá 4-5, nhẵn nhụi hoặc với lông ngắn. Bẹ lá màu xanh lục, có lông tơ mềm ngắn. Cuống lá dài 1–3 mm. Lưỡi bẹ dạng màng, 2 thùy, dài 2–5 mm. Lá xếp thành 2 dãy, hình mác hoặc thuôn dài-hình mác, 10-28 × 5–6 cm, mặt gần trục nhẵn nhụi, mặt xa trục có lông tơ mềm ở phần dưới, mép nguyên, đáy thuôn tròn hình nêm rộng hoặc hơi lệch, đỉnh nhọn thon đến hình đuôi. Cụm hoa mọc từ thân rễ, gần với các chồi lá, dài 16–18 cm. Cuống cụm hoa chìm trong đất, dài 5–6 cm, được 3-4 bẹ không phiến lá màu trắng bao bọc. Cành hoa bông thóc hình trứng ngược, 11-12 × 7–8 cm, gồm ~10 hoa. Lá bắc xếp lợp, màu xanh lục sáng với các gân màu ánh đỏ, có lông tơ mềm; các lá bắc ngoài hình trứng-hình mác, 4,1 × 2,8 cm; các lá bắc trong hình mác, mép dạng màng, ~5,4 × 0,7 cm. Lá bắc con hình mác, màu xanh lục-trắng, 3,6 × 0,5 cm, gập nếp. Ống đài dài ~2,9 cm, dạng màng, thưa lông tơ mềm, chẻ một bên, đỉnh 3 thùy, các thùy hình tam giác, màu trắng ánh vàng. Ống tràng dài 5 cm, màu trắng, nhẵn nhụi, 3 thùy, các thùy màu hồng với gân con rõ nét; thùy tràng lưng hình elip, 3,5 × 1,8 cm, đỉnh có nắp và nhọn; các thùy tràng bên hình mác hẹp, 2,6 x 0,7 cm, đáy hợp sinh, đỉnh nhọn. Cánh môi hình trứng ngược, màu đỏ sẫm, với các sọc màu trắng cả hai mặt, 4 × 2,5 cm, đỉnh 2 thùy, các thùy hình tam giác, 0,6 × 0,6 cm, mép gợn sóng. Nhị lép bên 2, hợp sinh với cánh môi tại đáy, phần trên rời, dài 1–4 mm. Nhị dài 3,5-4,1 cm, chỉ nhị rất ngắn, ~2 mm, dẹp. Bao phấn thuôn dài, 1,8 × 0,3-0,4 cm, màu vàng, nhẵn nhụi; phần phụ thẳng, dài 2,2 cm, đỉnh màu đỏ sẫm. Nhụy hoa dài 6,7–7 cm; bầu nhụy ~0,5 cm, nhẵn nhụi hoặc thưa lông tơ mềm; vòi nhụy dài 6,2-6,5 cm, màu trắng, hình chỉ, nằm trong rãnh xuyên dọc bao phấn; đầu nhụy màu ánh vàng với lỗ hở tròn ở đỉnh có các lông cứng bao quanh. Tuyến trên bầu 2, dài ~0,5 cm, màu vàng. Ra hoa tháng 6-7. Không thấy quả.
Về hình thái, gần giống với Z. atrorubens ở Tứ Xuyên và Quảng Tây. Tuy nhiên nó khác với loài kia ở chỗ cây thấp hơn, lá bắc con hình mác dài hơn (so với thuôn dài, ngắn hơn), thùy tràng lưng hình elip và các thùy tràng bên hình mác hẹp (so với các thùy hình mác), cánh môi kích thước lớn hơn hình trứng ngược đỉnh hai thùy (so với cánh môi nhỏ hơn hình trứng tới hình mác-hình trứng đỉnh nguyên hoặc khía răng cưa, nhị lép bên có phần dưới hợp sinh với cánh môi còn phần trên rời (so với không có hoặc hợp nhất hoàn toàn vào cánh môi), bao phấn và phần phụ dài hơn, bầu nhụy nhẵn nhụi hoặc thưa lông tơ mềm (so với bầu nhụy có lông nhung).